# Ruth Janal
Ruth Janal (* 1974 in Ludwigsburg) ist eine deutsche Rechtswissenschaftlerin.

## Leben
Sie studierte Rechtswissenschaften an der Albert-Ludwigs-Universität Freiburg. Sie erwarb den Master of Laws in Media, Communication and Information Technology Law an der University of New South Wales und 2003 die Promotion in Freiburg im Breisgau bei Peter Schlechtriem. Nach dem Rechtsreferendariat am Kammergericht mit Stationen bei eBay Deutschland, Linklaters sowie der DHV Speyer (2002–2004) war sie wissenschaftliche Assistentin an der Freien Universität Berlin bei Helmut Grothe (Forschungsaufenthalt an der University of Bristol Law School, Lehrauftrag an der HTW Berlin). Nach der Habilitation 2014 (venia legendi für Bürgerliches Recht, Zivilverfahrensrecht, Internationales Privatrecht und Rechtsvergleichung, Gewerblicher Rechtsschutz und Informationsrecht) war sie seit 2014 Professorin am Fachbereich Rechtswissenschaft der FU Berlin für Bürgerliches Recht, Internationales Privatrecht und Rechtsvergleichung, Gewerblichen Rechtsschutz und Informationsrecht. Seit April 2018 ist sie Professorin für Bürgerliches Recht, Immaterialgüter- und Wirtschaftsrecht an der Universität Bayreuth.

## Schriften (Auswahl)
- Sanktionen und Rechtsbehelfe bei der Verletzung verbraucherschützender Informations- und Dokumentationspflichten im elektronischen Geschäftsverkehr. Berlin 2003, ISBN 3-936582-90-4.
- mit George Cumming und Brad Spitz: Civil procedure used for enforcement of EC competition law by the English, French and German Civil Courts. Alphen aan den Rijn 2007, ISBN 978-90-411-2471-5.
- Europäisches Zivilverfahrensrecht und Gewerblicher Rechtsschutz. Tübingen 2015, ISBN 3-16-153933-8.
- Examens-Repetitorium Verbraucherschutzrecht. Mit Prüfungsschemata und 6 Klausuren. Heidelberg 2018, ISBN 3-8114-4745-9.